# I’m Humanity
Az I’m Humanity, japán címén Vatasi va dzsinrui (わたしは人類, ’Én vagyok az emberiség’) Jakusimaru Ecuko japán zenész 2016-ban közzétett projektje, melynek témája az „emberiség utáni zene”. A projektben egy Synechococcus cianobaktérium nukleinsavszekvenciájának segítségével készített el egy popdalt, hogy azt az emberiség kihalása után más fajok dekódolni tudják. A dal lett az emberiség történelmének első dala, melyet genetikailag módosított mikroorganizmuson keresztül is terjesztettek. Az I’m Humanity projekt keretében, a Kenpoku Art nemzetközi művészeti fesztivál alatt először állítottak ki a nagyközönség számára genetikailag módosított mikroorganizmust Japánban.
A projekt elnyerte az Európai Bizottság STARTS díját a „kutatás a művészetben” kategóriában.

## Háttér
Az I’m Humanity projekt témája az emberiség utáni zene, illetve az, hogy a jövőben a zene hogyan lesz közvetítve, felvéve, mutálva és terjesztve. Jakusimaru olyan adathordozón agyalt, mely a CD néhány évtizedes megbízhatóságánál jóval tovább marad fenn. A választása a DNS-láncra esett, hiszen annak zenei adathordozókénti élettartama fizokémiai értelemben 500 000 évre tehető, illetve mivel a DNS-lánc mutálódása hasonló ahhoz, ahogy a zene a téren és időn áthaladva mutálódik. A zenei adatokat Jakusimaru genetikus kóddá alakította, majd abból mesterségesen dezoxiribonukleinsavat készítettek és beépítették egy Synechococcus kromoszómájába. A genetikailag módosított mikroorganizmus képes önreplikálásra.
A DNS négyfajta nukleotidból áll, melyben minden egyes aminosav különálló nukleotidhármasba van kódolva. A kodontáblázatot alapul véve elkészítettek egy átváltási kódot a zenei akkordok genetikai kódokká való alakításához. A dal fő akkordmenetét 276 nukleotiddá alakították át, majd a genetikus kódot egy DNS-szintetizátor segítségével mesterségesen szintetizálták és beépítették egy vektorba. A zenét tartalmazó DNS-töredéket ezután a homológ rekombináció alkalmazásával bevezették egy Synechococcus elongatus cianobaktérium gazdatest genomjába.
Nem ritka, hogy a nukleinsavszekvenciák mutálódnak, ami a genetikai információ változásához vezet. A dal szövegében erre utal az I’m Humanity mikroorganizmus által énekelt „Ai no szei ni sitai (tomete tomete sinka vo tomete)/Ai no szei ni sitai (tomete tomete tomenaide)” (愛のせいにしたい（止めて止めて進化を止めて）/愛のせいにしたい（止めて止めて止めないで）, ’A szerelmet szeretném hibáztatni (állítsd meg-állítsd meg-az evolúciót állítsd meg)/A szerelmet szeretném hibáztatni (állítsd meg-állítsd meg-ne állítsd meg)’) sorok is. Ugyan a mutáció evolúcióhoz vezet, azonban az a faj változásával jár. A dal szövegében az I’m Humanity mikroorganizmus az evolúció, illetve a között tépődik, hogy az evolúció során elveszítheti a zenei információkat tartalmazó nukleinsavszekvenciáit, így ennek hatására nem énekelhetné továbbra is a dalt. A dalt Jakusimaru a Jamagucsi Művészeti és Médiaközpont (YCAM) színpadán, a Szótaiszeiriron többi tagjával kiegészülve is előadta, ahol a genetikailag módosított Synechococcus DNS-ének transzpozonjait beépítették a dalba, ezzel is a mutációra utalva vissza. A dal szövegében a mikroorganizmus azért állítja azt, hogy ő az emberiség, mivel „egyáltalán nem fontos, hogy mit definiálunk emberiségnek. Az emberiség definíciója arról, hogy mit nevez embernek nem számít az olyan mikroorganizmusoknak, melyek az emberiség kihalása után fognak megjelenni.”

## Kiállítások
A mikroorganizmus Japánban való kiállítása problémákba ütközött, mivel az országban korábban senki sem próbálkozott ilyennel, így Jakusimarunak engedélyt kellett kérnie a gazdasági, kereskedelmi és ipari minisztertől. A mikroorganizmust először 2016. szeptember 17-én a Kenpoku Art nemzetközi művészeti fesztiválon állították ki, melyet szeptember 16–30. és november 10–20. között további két önálló kiállítás követett. Az I’m Humanityt 2017. szeptember 7–11. között az ausztriai Ars Electronica Festivalon, szeptember 14–30. között a belgiumi Bozar Electronic Arts Festivalon, majd 2018. január 8-án a kanavazai 21. Századi Kortárs Művészeti Múzeumban is kiállították.

## Közreműködők
- Tika α (Jakusimaru Ecuko) – dalszöveg, zene, hangkeverés, ének, programming, dimtakt, producer, rendező, genetikai kódok, művészeti vezető
- Jamagucsi Motoki – hangkeverés, dobok, programming
- Jonecu Júdzsiro – hang- és keverőmérnök
- Mijamoto Sigeo – maszterelés
- Hanada Szatosi – videóklip-rendező, technikai támogatás
- Mirai Seisaku – videóklip
- Haragucsi Szatomi – fényképész
- Hanada Szatosi (Tokiói Metropolitan Egyetem) – a genetikailag módosított mikroorganizmusok tenyésztése